# Морозов, Евгений Дмитриевич
Евгений Дмитриевич Морозов (бел. Яўген Дзмітрыевіч Марозаў; род. 17 апреля 1995, Витебск) — белорусский футболист, защитник..

## Карьера

### Молодёжная карьера
Воспитанник СДЮШОР «Комсомолец» города Витебска. В 2011 году перебрался в структуру борисовского БАТЭ. В 2012 году стал подтягиваться к играм в дублирующем составе. В 2014 году закрепился в дубле борисовчан. За основную команду борисовского клуба дебютировал 18 июля 2015 года в матче Кубка Беларуси против шкловского «Спартака». Больше к играм с основной командой футболист не привлекался, выступая только за дублирующий состав.

### «Торпедо» Минск
В марте 2016 года перебрался в минское «Торпедо (Минск)». Дебютировал за клуб 16 апреля 2016 года в матче против «Смолевичей-СТИ». Дебютный гол за клуб забил 14 мая 2016 года в матче против «Ошмян-БГУФК». Закрепился в основной команде клуба. В дебютном сезоне вышел на поле за клуб в 17 матчах, в которых отличился 2 голами. В сезоне 2017 года первую половину сезона провёл как игрок основной команды, а с конца июля 2017 года отправился в дублирующий состав. По итогу сезона занял с клубом 3 место в Первой Лиге, тем самым получив повышение в сильнейший дивизион белорусского футбола.
В 2018 году начинал сезон в основной команде. Дебютировал в Высшей Лиге 1 апреля 2018 года в матче против «Ислочи», выйдя на замену на 77 минуте. Свой первый и единственный гол в чемпионате забил 14 сентября 2018 года в матче против минского «Луча». По ходу сезона был одним из основных игроков клуба, большую часть матчей выходя в стартовом составе. В январе 2019 года покинул клуб.

### Продолжение карьеры
В 2019 году присоединился к клубу «Андердог» из Второй Лиги. В период с 2020 по 2021 года выступал в клубе «Молодечно-2018», которое покинул в начале 2022 года. Вскоре присоединился к клубу «Юни Минск».